# Cereipes angustus
Cereipes angustus is een hooiwagen uit de familie Assamiidae.